# Universiteit van Innsbruck
De Universiteit van Innsbruck (Leopold-Franzens-Universität Innsbruck) is de deelstaatsuniversiteit voor Noord-, Oost- en Zuid-Tirol, Vorarlberg alsmede Liechtenstein. De universiteit in Innsbruck is opgericht in 1669 en is verreweg de grootste onderwijsinstelling van Tirol en qua studentenaantal na de Universiteiten van Wenen en Graz de op twee na grootste universiteit van Oostenrijk.

## Geschiedenis
Uit de inkomsten uit het Haller zout, de Haller Salzaufschlag, werd in 1669 door keizer Leopold I in Innsbruck een universiteit met vier faculteiten opgericht op basis van het sinds 1562 bestaande Akademisches Gymnasium Innsbruck van de jezuïeten. Deze orde er zou tot 1773 een toonaangevende rol spelen. In 1782 werd de universiteit door keizer Jozef II gedegradeerd tot een lyceum, maar in 1826 werd de instelling door keizer Frans II opnieuw gepromoveerd tot universiteit. Om beide oprichters te eren, draagt de universiteit thans de naam van beide keizers.
Ten tijde van het nationaalsocialisme werd de universiteit in maart 1941 door de toenmalige rector Raimund von Klebelsberg hernoemd tot Deutsche Alpenuniversität.
In 2004 werd de geneeskundefaculteit van de instelling afgesplitst om te worden voortgezet als Medizinische Universität Innsbruck.
In 2005 werden in de universiteitsbibliotheek afschriften van brieven van Hohenstaufen-keizers Frederik II en Koenraad IV. De brieven zijn in de 18e eeuw vanuit het kartuizerklooster Allerengelberg in Schnals naar Innsbruck gebracht.
De faculteit bedrijfskunde van de universiteit van Innsbruck werd in de Handelsblatt Ranking 2015 gerangschikt als een van de 15 beste faculteiten in de Duitstalige landen.

## Faculteiten
Het nieuwe indelingsplan, dat op 1 oktober 2004 van kracht werd, deelt de universiteit, na in het verleden uit zes faculteiten te hebben bestaan, in in vijftien faculteiten:
- Faculteit Katholieke Theologie,
- Faculteit Rechtsgeleerdheid,
- Faculteit Bedrijfswetenschappen,
- Faculteit Politicologie en Sociologie,
- Faculteit Economie en Statistiek,
- Faculteit Opvoedingswetenschappen (pedagogiek, communicatie in het bedrijfsleven, psychotherapie),
- Faculteit Filosofie en Geschiedenis,
- Faculteit Filologie en Cultuurwetenschap,
- Faculteit Biologie,
- Faculteit Scheikunde en Farmacie,
- Faculteit Wiskunde, Informatica en Natuurkunde,
- Faculteit Psychologie en Sportwetenschappen,
- Faculteit Architectuur
- Faculteit Civiele Techniek
- Faculteit Geo- en Atmosfeerwetenschappen

## Professoren
Onder meer volgende personen waren actief als professoren aan de Universiteit van Innsbruck:
- Louis Carlen (1929-), Zwitsers jurist[2]